# Dan Peters
Dan Peters (Seattle, Estados Unidos; 18 de agosto de 1967) es el baterista de Mudhoney. Empezó tocando en Bundle of Hiss cuando tenía 15 años. También tocó en la canción "Sliver" para Nirvana.

## Carrera musical
Peters es famoso por ser el batería de la banda de Seattle, Mudhoney. Entró a la banda Bundle of Hiss cuando solo contaba con 15 años de edad. También tocó la batería para la banda Nirvana, apareciendo en uno de sus mejores singles, "Sliver." Peters apareció por única vez en vivo con Nirvana el 22 de septiembre de 1990 en Seattle, en el Motorsports Int'l Garage. Peters aún toca la batería en Mudhoney, y fue sustituido en Nirvana por Dave Grohl, tras una larga búsqueda. Sin dejar resentimientos, Peters expresó remordimiento de no haber podido estar tocando la batería para Nirvana cuando se publicó Nevermind. Regresó a Mudhoney cuando salió su disco Piece of Cake. Desde ese momento hasta ahora ha militado en Mudhoney. La última creación de Mudhoney es The Lucky Ones que salió al mercado en 2008. Peters también ha tocado la batería para Ellensburg, Washington Banda base Screaming Trees desde 1990 hasta 1991.